# Robert Rolin-Jacquemyns
Robert Adrien Edouard Marie Joseph Rolin Jacquemyns (Saint-Lunaire, 1 december 1918 – Luik, 9 april 1980) was een Belgisch volksvertegenwoordiger.

## Levensloop
Jonkheer Robert Rolin was de achterkleinzoon van minister Gustave Rolin-Jaequemyns. Hij was de kleinzoon van baron Edouard Rolin-Jacquemyns (1863-1936), die in 1912 vergunning kreeg om Jacquemyns aan zijn familienaam toe te voegen en die in 1921 in de erfelijke Belgische adel werd opgenomen met de bij eerstgeboorte overdraagbare titel van baron. Hij was de zoon van baron Emmanuel Rolin-Jacquemyns (1893-1964) en van Ghislaine Janssens (1896-1979). Hij was een schoonbroer van advocaat, rechtsgeleerde en hoogleraar Georges van Hecke.
In 1940 nam hij deel aan de Achttiendaagse Veldtocht als kapitein bij de pantsers en was krijgsgevangene.

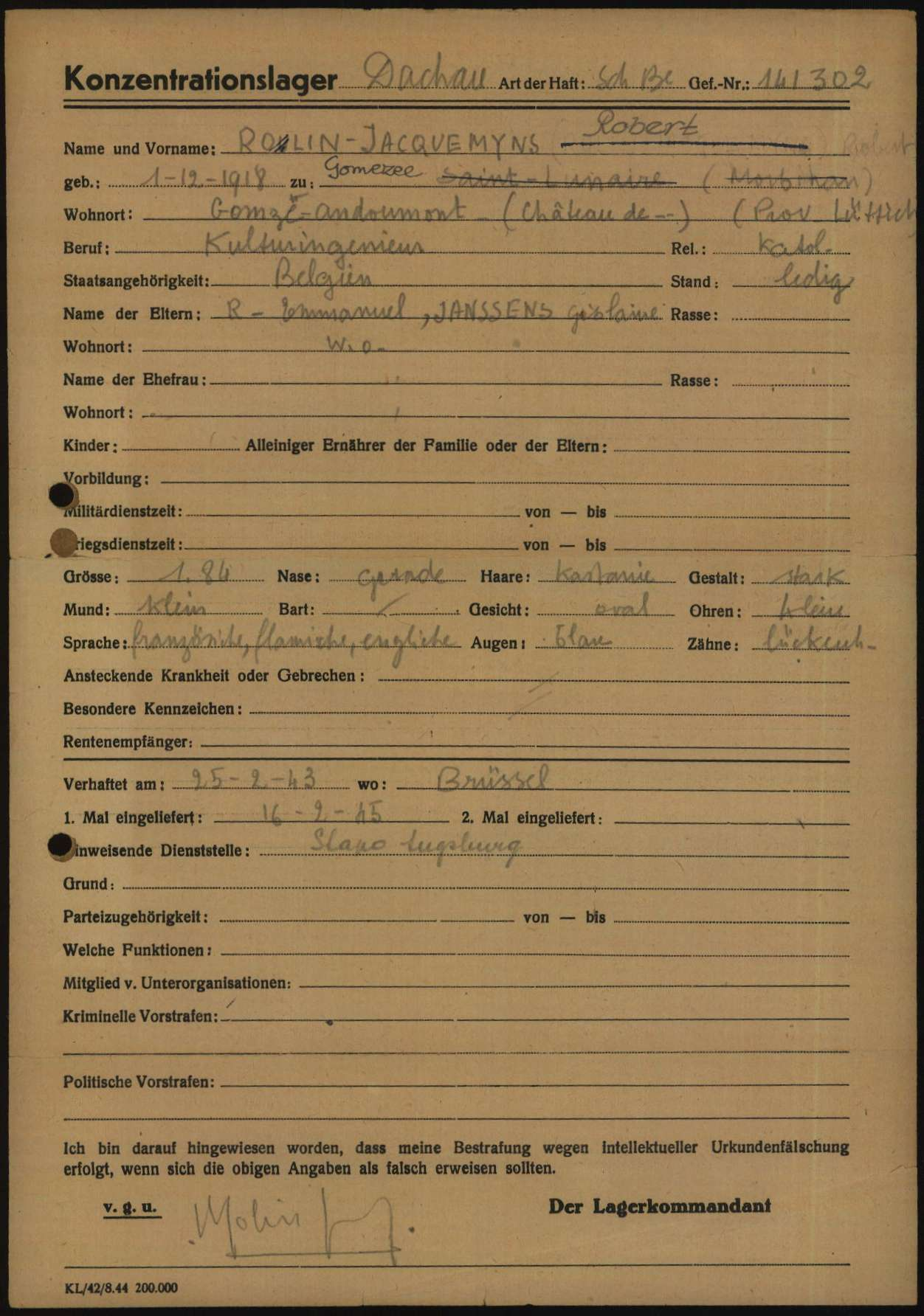
Registratieformulier van Robert Rolin Jacquemyns als gevangene in nazi-concentratiekamp Dachau

Na zijn vrijlating werd hij lid van het Belgische verzet, waarvoor hij in 1943 werd gearresteerd en uiteindelijk naar Dachau werd gestuurd.
Hij promoveerde tot doctor in de rechten en tot licentiaat in de economische wetenschappen aan de Katholieke Universiteit Leuven. Hij vervolgde met studies aan het Rockefeller Institute in New York. Hij trouwde in 1947 met Eliane Wittouck (1925-2004) en ze kregen vier kinderen. Door dit huwelijk deed hij zijn intrede in de familie die de Tiense Suikerraffinaderij bezat.
Van 1946 tot 1950 was hij een naaste medewerker van de eerste directeur-generaal van het IMF in Washington, de Belg Camille Gutt. Van 1950 tot 1954 was hij verbonden aan de directie buitenland van de Bank van Brussel. In 1954 werd hij directielid bij Tiense Suiker en in 1961 werd hij er afgevaardigde bestuurder.
In januari 1968 werd hij voor de PVV lid van de Kamer van volksvertegenwoordigers voor het arrondissement Leuven, na het ontslag van minister van staat Paul Kronacker en hij vervulde dit mandaat tot in april 1977. In de periode december 1971-april 1977 had hij als gevolg van het toen bestaande dubbelmandaat ook zitting in de Cultuurraad voor de Nederlandse Cultuurgemeenschap, die op 7 december 1971 werd geïnstalleerd en de verre voorloper is van het Vlaams Parlement.
In oktober 1970 werd hij verkozen tot gemeenteraadslid van de stad Tienen.